# مات شيكو
مات شيكو (بالإنجليزية: Matt Chico)‏ هو لاعب كرة قاعدة أمريكي، ولد في 10 يونيو 1983 في فوليرتون في الولايات المتحدة.

## وصلات خارجية
- مات شيكو على موقع دوري كرة القاعدة الرئيسي (الإنجليزية)
- مات شيكو على موقعبيزبول رفرنس.كوم (الدوري الرئيسي) (الإنجليزية)
- مات شيكو على موقعبيزبول رفرنس.كوم (الدوري الثانوي) (الإنجليزية)
- مات شيكو على موقع إي إس بي إن.كوم (أم.أل.بي) (الإنجليزية)
- مات شيكو على موقع مشجعي الرسوم البيانية (الإنجليزية)